# 丸山公園 (三好市)
丸山公園（まるやまこうえん）は、徳島県三好市池田町シンヤマにある総合公園である。

## 地理
小山にある公園で、園内には桜が植樹され、丘の上にはNHK徳島放送局の池田中継局が設置されている。
以前は、毎年7月には東方にある丸山神社主催の「丸山神社祇園花火大会」が開催され、丸山公園から1,200発の花火が打ち上げられていたが、令和になり廃止された。

## 施設
- 池田中継局 - NHK徳島放送局。公園内に設置。

## 交通
- JR土讃線「阿波池田駅」より車で約5分。